# 出田奈々
出田 奈々（いでた なな、1983年11月6日 - ）は、NHKのディレクター。元アナウンサー。

## 人物
和洋九段女子中学校・高等学校、東京女子大学卒業後、2006年入局。大学時代は日テレ学院に通っていた。
中学・高校の6年間は水泳部で活動し、100m自由形の選手だった。また、大学では聖歌隊に所属していた。
2008年5月、初任地の山口局で、契約キャスターの梶田温子が福岡局に転籍した後を受け、西堀裕美以来となるアナウンサー地デジ大使に就任した。札幌局へ異動後、松村正代の後を引き継いでアナウンサー地デジ大使女性隊員3代目に就任。この時は真白な衣装の“デジタル天使”に扮した。
2011年4月に東京アナウンス室へ異動、『ゆうどきネットワーク』を3年間担当した。
2014年7月、自由民主党衆議院議員の辻清人と結婚した。
2015年夏に産休に入り、9月3日に第1子となる長女を、2017年3月に第2子となる長男をそれぞれ出産している。
2018年4月より育児休暇から復職。

## 過去の担当番組

### テレビ
- おはよう山口
- 着信御礼!ケータイ大喜利（2006年12月25日・2007年4月22日・11月3日・2008年1月20日）
- これこそ!わが町 元気魂（2008年1月2日）
- 平成19年度NHKのど自慢チャンピオン大会 客席リポート （2008年3月1日）
- 探検ロマン世界遺産「不屈〜イタリア・ピサ〜」 （2008年9月20日）
- ニュースウオッチ9 スポーツコーナー代行 （2009年11月30日 - 12月4日／2010年3月8日 - 3月12日／2012年7月16日 - 7月20日）
- バンクーバーオリンピック 東京スタジオ進行 （2010年2月15日 - 19日）※一橋忠之と総合テレビ午前から午後（現地前日夕方から夜）の中継を担当
- NHKニュースおはよう北海道（2009年4月6日 - 2010年3月26日）
- 生中継 ふるさと一番!（2010年11月3日・4日）ゲスト：滝田栄
- ネットワークニュース北海道（2010年度）サブキャスター
- ゆうどきネットワーク（2011年4月 - 2014年3月）（祝日を除く月曜 - 木曜 17:10 - 18:00）キャスター
- NHKニュース（正午：関東ローカル枠）（2011年4月 - 2014年3月）（祝日を除く月曜 - 金曜  12:15 - 12:20）
- 明日へ -支えあおう-   復興サポート  笑顔の 商店街 をつくりたい!  ～岩手県・山田町～（ナレーション・2015年6月21日）
- 世界で一番美しい瞬間（BSプレミアム、2014年4月5日 - 2015年3月5日） - 過去の出演回が再放送される時がある。
- なつぞら一週間（2019年上期連続テレビ小説）ナレーション
- チョイス@病気になったとき （NHK Eテレ、2018年5月12日 - 2021年3月）チョイスコンシェルジュ（リポーター）
- 目撃!オーロラ爆発（2023年3月19日・BS4K、4月8日・BSプレミアム[8]）ナレーション
- さわやか自然百景（「早春 北海道 風蓮湖」2010年4月3日ほか）ナレーション
- ニュース・気象情報（不定期）

### ラジオ
- ぼくらの青春 J-POP 平成ミュージック・グラフィティー（ラジオ第1、2013年10月 - 2014年3月 、インタビュアー(隔週出演)）
- サンドウィッチマンの天使のつくり笑い（ラジオ第1、2015年4月 - 7月、2018年4月 - 2020年3月）

## その他媒体
- 「アナグラ」（日刊スポーツ 2011年6月の金曜日連載）

## 同期のアナウンサー
- 池野健
- 出田奈々
- 小林陽広
- 児林大介
- 小宮山晃義
- 杉浦友紀
- 瀬田宙大
- 高橋さとみ
- 利根川真也
- 中野淳
- 吉田真人
- 和田光太郎
- 渡邊佐和子